# Liste der Baudenkmäler in Reichenbach (Landkreis Cham)

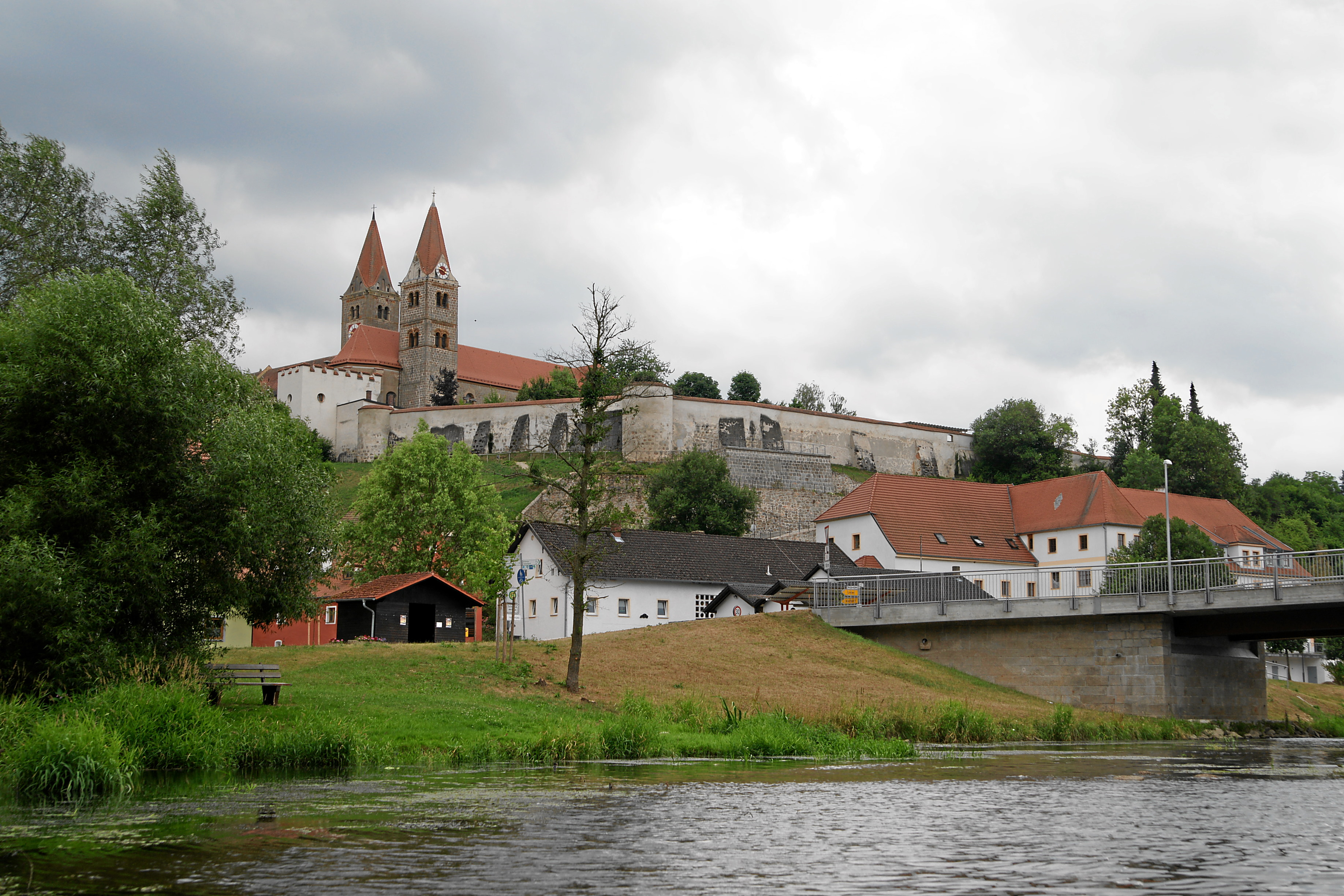
Kloster Reichenbach über dem Regen

Auf dieser Seite sind die Baudenkmäler in der Oberpfälzer Gemeinde Reichenbach zusammengestellt. Diese Tabelle ist eine Teilliste der Liste der Baudenkmäler in Bayern. Grundlage ist die Bayerische Denkmalliste, die auf Basis des Bayerischen Denkmalschutzgesetzes vom 1. Oktober 1973 erstmals erstellt wurde und seither durch das Bayerische Landesamt für Denkmalpflege geführt wird. Die folgenden Angaben ersetzen nicht die rechtsverbindliche Auskunft der Denkmalschutzbehörde.

## Baudenkmäler nach Ortsteilen

### Reichenbach
| Lage | Objekt                                                | Beschreibung | Akten-Nr.     | Bild                                                  |
| --- | ----------------------------------------------------- | --- | ------------- | ----------------------------------------------------- |
| Eustach.-Kugler-Straße 2; In Reichenbach; Markgraf-Diepold-Platz 1; Markgraf-Diepold-Platz 2; Pfisterstraße 2; Pfisterstraße 18; Pfisterstraße 21 (Standort) | Kloster Reichenbach                                   | Ehemaliges Benediktinerkloster, Gründung 1181, 1803 Säkularisation; seit 1890 Pflegeanstalt der Barmherzigen Brüder; Ehemalige Benediktinerkloster- und katholische Filialkirche Mariä Himmelfahrt, dreischiffige Pfeilerbasilika mit Dreiapsidenchor, östlicher Doppelturmanlage und Vorhalle, Fassade mit Walmdach und Pilastergliederung, 1118 bis Ende 12. Jahrhundert, Chorerneuerung 1305, Einwölbung der Seitenschiffe um 1400, Turmgiebel und Helme frühes 15. Jahrhundert, 1742–52 Barockisierung, Instandsetzung nach Brand 1959; mit Ausstattung (siehe: Chorgestühl (Klosterkirche Reichenbach)); Dreigeschossige Vierflügelanlage mit Walmdächern, Ecktürmen, Putzgliederungen und Vorbau mit Terrasse, 1695–1735, Südflügel bezeichnet mit 1713, Süd- und Ostflügel nach Brand 1897 erneuert, Instandsetzung nach Brand 1959; Tore des ehemaligen Wirtschaftshofes, korbbogige Durchfahrten mit Putzgliederungen, 18. Jahrhundert; Wehranlage mit Halbrundtürmen, nach Osten durch Zwinger verstärkt, erste Hälfte 15. Jahrhundert; Sogenannter Mathematischer oder Astronomischer Turm, Mauerturm mit Zinnen, frühes 15. Jahrhundert; Ehemaliges Forst- und Schulhaus, zweigeschossiger und traufständiger Halbwalmdachbau, 18./19. Jahrhundert | D-3-72-149-2  | weitere Bilder                                        |
| Friedhofweg 1 (Standort) | Friedhofskapelle                                      | Zentralbau mit Walmdach, Frontgiebel und Putzrahmengliederungen, Ende 19. Jahrhundert; mit Ausstattung | D-3-72-149-5  | BW                                                    |
| Pfisterstraße 2 (Standort) | Sogenanntes Pestenhofer-Haus, ehemaliger Wohnstallbau | Zweigeschossiger und traufständiger Satteldachbau mit Erker und Altane, 16./17. Jahrhundert | D-3-72-149-6  | Sogenanntes Pestenhofer-Haus, ehemaliger Wohnstallbau |
| Pfisterstraße 18 (Standort) | Ehemalige Mühle                                       | Dreigeschossiger Steildachbau mit Eckerker, über Kellereingang bezeichnet mit 1615 | D-3-72-149-9  | BW                                                    |
| Pfisterstraße 21 (Standort) | Kelleranlage                                          | Vorbau mit Pultdach, Korbbogeneingang und Korbbogengewölbe, 18. Jahrhundert, angebaut Kapelle Schmerzhafte Muttergottes, mit Satteldach und offenem Gehäuse, bezeichnet mit 1935 | D-3-72-149-11 | BW                                                    |

### Kienleiten
| Lage                 | Objekt                         | Beschreibung                                                                 | Akten-Nr.     | Bild                           |
| -------------------- | ------------------------------ | ---------------------------------------------------------------------------- | ------------- | ------------------------------ |
| Kr CHA 25 (Standort) | Figur des hl. Johannes Nepomuk | Auf profiliertem und gekehltem Sockel, Kalkstein und Granit, 18. Jahrhundert | D-3-72-149-12 | Figur des hl. Johannes Nepomuk |

### Windhof
| Lage                      | Objekt                                | Beschreibung                                                                                     | Akten-Nr.     | Bild |
| ------------------------- | ------------------------------------- | ------------------------------------------------------------------------------------------------ | ------------- | ---- |
| Frankenstauden (Standort) | Wegkapelle, sogenannte Kulzer-Kapelle | Giebelständiger und gewölbter Satteldachbau, mit Korbbogenöffnung, zweite Hälfte 19. Jahrhundert | D-3-72-149-13 | BW   |